# Kayente
Kayente, artiestennaam van Rayner Lisse, is een Nederlands live-dj, zanger, songwriter, danser en producer van Surinaamse komaf. Hij was zanger voor La Rouge en 2Famous.

## Biografie
Rayner Lisse groeide op met Surinaamse muziek in een muzikale familie in de Bijlmermeer. Hij was in de jaren 1990 te zien als danser in het televisieprogramma Telekids van Irene Moors. Rond zijn vijftiende danste hij op grote podia in het genre bubbling.
Daarnaast trad hij op als DJ Kayente. Hij hield zich vaak op in het buurtcentrum Jong Godo. Via een jongen daar kwam hij in contact met de band La Rouge. Daar waren de bandleden niet onder de indruk van zijn spel op de skratjie, maar wel van zijn zang, en werd hij opgenomen als zanger van de band.
Begin jaren 2010 maakte hij deel uit van 2Famous, waarmee hij in 2011 een hit had met Djoegoe djoegoe. Met de groep ging hij in 2012 naar Suriname voor optredens. Ook trad hij op tijdens Carifesta dat in 2013 in Suriname werd georganiseerd en gaf hij dit jaar een optreden tijdens de Antilliaanse Feesten in Hoogstraten in België.
In 2013 had hij een nummer 1-hit in de Surinaamse Top 40 met de single Kirikhaibana, waaraan Kurupa deelnam als featured artiest. Tijdens de uitreiking van de Suripoku Awards werd het nummer uitgeroepen tot Beste Inheemse Suripoku van het jaar. In 2014 had hij in Suriname een nummer 1-hit met An djuka uma. Aan het eind van het jaar trad hij op tijdens het Boom Boom Beats Fun Party in de Anthony Nesty Sporthal. In 2015 was hij een van de Surinaamse artiesten die onder de aandacht werden gebracht door het Nederlandse televisieprogramma De Wereld Draait Door.
In 2021 werkte hij samen met de muziekprojecten van enkele andere artiesten, zoals de single Mujhe tumse pyaar van Tariq Sadal en Keh yeh dhanwa van Cocktail The Band.